# Єлхи
Єлхи́ (рос. Елхи, ерз. Елхи) — присілок у складі Атяшевського району Мордовії, Росія. Входить до складу Козловського сільського поселення.

## Населення
Населення — 52 особи (2010; 60 у 2002).
Національний склад (станом на 2002 рік):
- росіяни — 92 %